# Simone Kramer
Simone Kramer (Bodegraven, 9 juli 1939 – 's-Graveland, 9 januari 2023) was een Nederlandse auteur van kinder- en jeugdboeken. Ze bewerkte diverse Griekse mythen en verhalen.

## Biografie
Kramer werd geboren in Bodegraven als jongste in een gezin van acht kinderen. Haar vader was daar directeur op basisschool. Na haar lagere school bezocht ze het gymnasium. Vervolgens ging zij naar de muziekschool. Kramer werkte tijdens haar studie dagdeels als doktersassistente en verkoopster in een Warenhuis.
In 1966 ging ze werken voor de VARA. Eerst bij de muziekafdeling en vervolgens bij de filmafdeling. Ze vertaalde vele films en maakte hier verhalen over. In 1984 ging Kramer aan de slag als kinderboekenschrijfster.
Ze overleed op 83-jarige leeftijd.

## Bekroningen
- 1989 - Prijs van de Kinder- en Jeugdjury Limburg voor Een steen door de ruit
- 1988 - Tip van de Nederlandse Kinderjury voor Een steen door de ruit